# Distrito Histórico de Norwood Avenue
El Distrito Histórico de Norwood Avenue es un distrito histórico residencial en Cranston y la ciudad Providence, la capital del estado de Rhode Island (Estados Unidos). Incluye todas las propiedades a lo largo de Norwood Avenue entre Broad Street en Cranston y Green Boulevard (el borde este de Parque Roger Williams) en Providence. Está bordeado por casas construidas principalmente entre 1890 y 1930 en los estilos Reina Ana y neocolonial.
El distrito está incluido en el Registro Nacional de Lugares Históricos, a partir de 2002.